# 閃光銀板魚
閃光銀板魚，為輻鰭魚綱脂鯉目脂鯉亞目锯脂鲤科的其中一個種，為熱帶淡水魚，分布於南美洲巴西Tapajós河流域，體長可達14公分，棲息在植被生長茂密的底中層水域，生活習性不明，可做為食用魚及觀賞魚。

## 扩展阅读
維基物種上的相關：閃光銀板魚